# Lilla Kulka
Lilla Kulka, Lilla Kulka-Sobkowicz (ur. 6 stycznia 1946 w Krakowie) – polska artystka, twórczyni tkaniny artystycznej, profesor zwyczajny.

## Życiorys i twórczość
Studia rozpoczęła w 1966 na Akademii Sztuk Pięknych w Krakowie. Od 1968 studiowała w Państwowej Wyższej Szkole Sztuk Plastycznych w Poznaniu. W 1972 obroniła dyplom z wyróżnieniem z malarstwa i tkaniny artystycznej u prof. Stanisława Teisseyre’a i prof. Magdaleny Abakanowicz. W 1981 podjęła pracę na ASP w Krakowie, gdzie w 2000 została kierownikiem Pracowni Tkaniny Artystycznej na Wydziale Malarstwa. W 2004 została profesorem w zakresie sztuk plastycznych, ze specjalnością w tkaninie artystycznej. Obecnie, od 2009, prowadzi zajęcia na kierunku wzornictwo w Wyższej Szkole Technicznej i Sztuk Stosowanych w Katowicach. 
Zajmowała się ponadto działalnością organizacyjną i społeczną. Od 1974 do rozpoczęcia stanu wojennego razem z Romaną Plęskowską organizowała plener tkacki oraz konkurs „Tkanina roku”. W latach 90. prowadziła warsztaty z zakresu tkaniny artystycznej dla nauczycieli i artystów w Bergkamen w Niemczech (1994–1995), jak również warsztaty terapii zajęciowej dla mieszkańców domu pomocy społecznej w Łyszkowicach (1995–2000). Była kuratorką i aranżerką wystaw prezentujących tkactwo artystyczne. 
Twórczość Lilli Kulki umieszczana jest w zakresie tkaniny unikatowej. We swoich pracach wykorzystuje włókno (zwykle naturalne). Jej kompozycje obracają się wokół tematu człowieka, przedstawiają sylwetki ludzkie, odrealnione, zsyntetyzowane, z biegiem czasu ukazywane na nowe sposoby. Artystka rozpoczęła od grubo tkanych Anonimów, w latach 80. zaprezentowała Torsy — osadzone na stelażach popiersia z tkaniny, w niemal teatralnym ujęciu. Odwrotnością Anonimów były Ślady powstające poprzez wycięcie w materii obrysów postaci ludzkich. W odbiorze prac ważną funkcję pełnił światłocień. Wykorzystywana byłą zwykle jedna cieniowana gama barwna. Sylwetki ludzkie wyrażały różne stany emocjonalne, od poczucia rozdarcia po zadumę i powagę. Zestawiane wchodziły w reakcje między sobą. Oprócz postaci figuratywnych artystka korzystała również z innych motywów, ale nie były one zasadniczą treścią jej prac. Dorobek Lilli Kulki wykazuje silne związki z rzeźbą, wpisując się w nurt eksperymentalnej „rzeźby miękkiej”, wylansowanej przez Magdalenę Abakanowicz.
Oprócz tkaniny artystycznej artystka parała się również malarstwem, wystawiennictwem, rysunkiem i działaniami interdyscyplinarnymi. 

## Nagrody i odznaczenia
- 1975 – medal na 2. Międzynarodowym Triennale Tkaniny Artystycznej, Łódź[b][3]
- 1977 – drugie wyróżnienie w konkursie Tkanina roku 1976, Kraków[2]
- 1978 – II nagroda w konkursie Tkanina roku 1977, Kraków[6]
- 1979 – Grand Prix w konkursie Tkanina roku, Kraków[3]
- 1980 – Grand Prix w konkursie Tkanina roku, Kraków[3]
- 1981 – wyróżnienie i nagroda honorowa w konkursie Tkanina roku 1980, Kraków[6]
- 2001 – Złota Odznaka Związku Plastyków i Artystów Polskich[3]
- 2014 – medal Vive 'l’art! ZPAP OK[3]
- 2016 – Złoty Krzyż Zasługi[3]